# Simon Elek

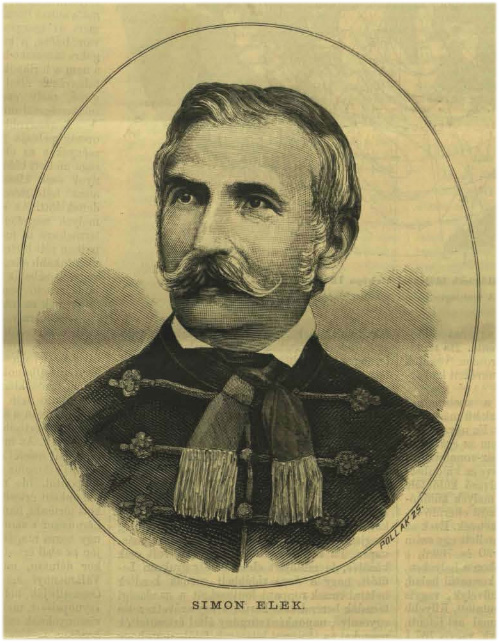
Pollák Zsigmond metszete (1882)

Simon Elek (Ozsdola, 1813. március 1. – Kolozsvár, 1882. január 25.) erdélyi magyar jogász, politikus, Kolozsvár polgármestere 1874 és 1880 között.

## Életpályája
Iskoláit Marosvásárhelyen a római katolikus gimnáziumban végezte, majd Kolozsváron 
filozófiai és jogi tanulmányokat folytatott. A törvénykezési gyakorlatot a
marosvásárhelyi királyi táblán szerezte, ahol ügyvédi vizsgát is tett. 
1837-ben feleségével Kolozsvárra költözött, ahol ügyvédként kezdett tevékenykedni.
A város aljegyzőjévé választották, majd 1841-ben esküdt birtokos polgár lett. 
Az 1848-as forradalomban való részvételéért 1851-től 1854-ig
Josefstadban tartották fogva, majd Nagyszebenbe internálták. 
Később visszatérhetett Kolozsvárra, de ügyvédi jogosultságát csak
1858-ban kapta vissza. Ebben az időben családját nehezen tartotta el.
1861-ben egy gyulafehérvári konferencián mint királyi hivatalos személy 
Erdély Magyarországgal való egyesülését támogatta, olyan hévvel, hogy országos elismerést szerzett. 1863-ban, sok társával együtt ő is megtagadta a szebeni törvénytelen országgyűlésen való részvételt. 1865-ben részt vett az utolsó erdélyi országgyűlésen, ahol Erdély különállásának lehetetlenségét politikai, pénzügyi és nemzetgazdasági érvekkel támasztotta alá.
1867-ben visszavonult a politikától, de a közügyeket azután is szívén viselte, és a város érdekében tevékenykedett. 1874. február 7-én egyhangúlag polgármesterré választották, és ezt a tisztséget közmegelégedéssel 1880. szeptember 20-ig viselte. Kolozsvár történetének megírására 1863-ban 1500 forint összegű alapot hozott létre, amelyet később 2000 forinttal kipótolt. Több ezer könyvet kitévő könyvtárát az ügyvédi kamarának ajándékozta. Főgondnoka volt a kolozsvári római katolikus egyháznak. 
Az ő mandátuma idején, 1880-ban hívta meg Kolozsvár városa De Gerando Antoninát az újonnan alapított kolozsvári felsőbb leányiskola igazgatójának.
Torokbetegségben halt meg 1882. január 25-én, miután 1880 nyárán Bécsben sikeresen megműtötték, és egy ideig jól is érezte magát. Január 27-én temették el felesége, két fia, két lánya, vejei, unokái és nagy számú kolozsvári polgár nagy részvéte mellett.

## Forrás
- Simon Elek (1813–1882), Vasárnapi Újság, 1882. február 5. Online hozzáférés